# Cyrtandra ambigua
Cyrtandra ambigua là một loài thực vật có hoa trong họ Tai voi. Loài này được (Hillebr.) H.St.John & Storey mô tả khoa học đầu tiên năm 1950.